# Ácido picolínico
El ácido picolínico es un compuesto orgánico de la familia de los ácidos carboxílicos aromáticos con la fórmula NC
5H
4CO
2H. Es un derivado de la piridina con un sustituyente de ácido carboxílico (COOH) en la posición 2. Es un isómero del ácido nicotínico y del ácido isonicotínico, que tienen el grupo carboxilo en las posiciones 3 y 4, respectivamente. Es un sólido blanco, aunque las muestras impuras pueden aparecer de color canela. El compuesto es soluble en agua.

## Producción
A escala comercial, el ácido picolínico se produce mediante amoxidación de 2-picolina seguida de hidrólisis del nitrilo resultante:
NC
5H
4CH
3  +  1.5 O
2  +  NH
3   →  NC
5H
4C≡N  +  3 H
2O
NC
5H
4C≡N  +  2 H
2O    →  NC
5H
4CO
2H  +  NH
3
También se produce por oxidación de la picolina con ácido nítrico.
En el laboratorio, el ácido picolínico se forma a partir de 2-metilpiridina por oxidación con permanganato de potasio (KMnO4).

## Reacciones

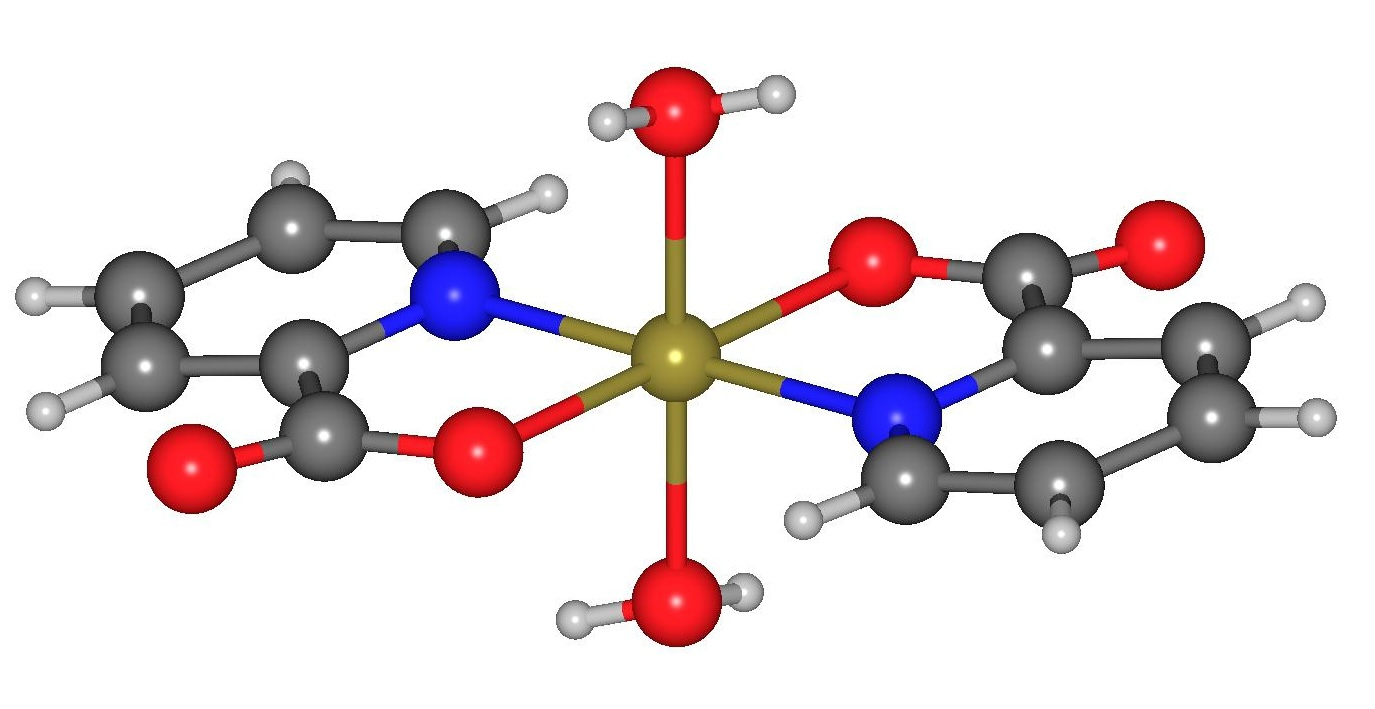
Estructura del complejo Zn(picolinato)_{2}(H_{2}O)_{2}.

La hidrogenación del ácido picolínico produce ácido piperidin-2-carboxílico, un precursor del fármaco mepivacaína.
Es un sustrato en la reacción de Mitsunobu. En la reacción de Hammick, el ácido picolínico reacciona con cetonas para dar piridina-2-carbonoles:
NC
5H
4CO
2H  +  R
2C=O   →  NC
5H
4CR
2(OH)  +  CO
2

### Propiedad quelante
El ácido picolínico es un agente quelante bidentado de elementos como el cromo, zinc, manganeso, cobre, hierro y molibdeno en el cuerpo humano.
Se cree que el picolinato forma un complejo con el zinc que facilita el paso de este último a través de las membranas biológicas, permitiéndole pasar del lumen intestinal al torrente sanguíneo. Un estudio en ratas demostró que el ácido picolínico en la dieta aumentaba la renovación y excreción de zinc. Otros resultados sugieren también una interacción con otros metales.
El complejo de picolinato de cromo (III) es lipofílico y acelera la producción de masa muscular a expensas de la masa grasa. Este compuesto se vende como suplemento dietético para este fin, aunque su consumo frecuente supone riesgos para la salud. De hecho, los compuestos de cromo son relativamente estables y se ha demostrado que pueden penetrar dentro de las células y dañar el ADN. Las pruebas realizadas en moscas de la fruta han demostrado que el picolinato de cromo puede causar trastornos genéticos.

## Biosíntesis
El ácido picolínico es un catabolito del aminoácido triptófano a través de la vía de la quinurenina. Su función no está clara, pero se la ha relacionado con diversos efectos neuroprotectores, inmunológicos y antiproliferativos. Además, se sugiere ayudar en la absorción de iones de zinc (II) y otros iones divalentes o trivalentes a través del intestino delgado.

## Picolinatos
Las sales del ácido picolínico (picolinatos) incluyen:
- Picolinato de cromo (III)
- Picolinato de zinc